# Монтгомери (город, Миннесота)
Монтгомери (англ. Montgomery) — город в округе Ле-Сур, штат Миннесота, США. На площади 4 км² (4 км² — суша, водоёмов нет), согласно переписи 2002 года, проживают 2794 человека. Плотность населения составляет 691,4 чел./км².
- Телефонный код города — 507
- Почтовый индекс — 56069
- FIPS-код города — 27-43738[1]
- GNIS-идентификатор — 0648047[2]